# Mammorenales Syndrom
Als mammorenales Syndrom wird das gemeinsame Auftreten einer Fehlbildung der Nieren mit der Anlage überzähliger Brustwarzen (Polythelie) bezeichnet. Eine Häufung wurde in einzelnen Familien beschrieben.

## Klinische Bedeutung
Die klinische Bedeutung des Syndroms ist umstritten. Mehrere Studien ergaben keine bzw. nur eine geringe Assoziation von Polythelie und Fehlbildungen des Urogenitalsystems, weswegen geschlossen wurde, dass bei ansonsten klinisch unauffälligen Neugeborenen mit Polythelie weiterführende diagnostische Untersuchungen nicht erforderlich seien. Andere Autoren belegen eine signifikante Häufung von Nierenfehlbildungen bei Kindern mit Polythelie und fordern deswegen eine eingehende weiterführende Diagnostik in dieser Personengruppe.